# Reginaldo da Costa
Reginaldo da Costa, mais conhecido como Barbosinha (Rio de Janeiro, 29 de outubro de 1930 — Praia Grande, 21 de outubro de 1989) foi um futebolista brasileiro que atuava como goleiro.
Reginaldo ganhou esse apelido devido sua semelhança com o famoso goleiro Barbosa, que defendeu a Seleção Brasileira durante a Copa do Mundo de 1950.
Barbosinha era definido com um goleiro elástico e elegante.

## Carreira
Começou a carreira no Tupi de Minas Gerais, onde atuou entre 1952 e 1953.
Em 1953, chegou ao Santos. No clube, disputou a posição com o goleiro Manga e chegou a ficar sete jogos sem ser vazado, em 1955. Foi Campeão Paulista em 1955, atuando em seis jogos da campanha. No total, atuou pelo clube em 76 jogos, de 1953 a 1957.
Posteriormente, atuou pelo Jabaquara, entre 1957 e 1962.

### Títulos
Santos
- Campeonato Paulista: 1955 e 1956[15]